# Igreja de Sant'Anna (Armação dos Búzios)
A Igreja de Sant'Anna ou Santana é um templo católico histórico localizado no povoado da Armação dos Búzios, no estado do Rio de Janeiro, no Brasil. Localiza-se numa elevação entre a Praia dos Ossos e a Praia da Armação. Do adro da igreja é possível contemplar uma das mais belas vistas da localidade.

## História
Entre 1728 e 1768, o povoado de Armação dos Búzios foi um importante entreposto ("armação") de caça às baleias no Brasil colonial. A praia da Armação era o local onde se localizava a armação baleeira propriamente dita (com reservatórios de óleo de baleia, administração, senzala, etc), enquanto que a praia dos Ossos era o local onde o processamento das baleias era iniciado, separando-se a carne dos ossos dos animais.
O desenvolvimento da armação foi particularmente impulsado pelo contratador português Brás de Pina, que por volta de 1743 levantou a Capela (ou Igreja) de Santana com pedra e cal e argamassa de óleo de baleia. A igreja é, atualmente, a única edificação da época dos tempos da pesca da baleia ainda de pé. Segundo se conta, a igreja foi erguida por Brás de Pina para homenagear a santa, que teria salvado do naufrágio um barco com escravos.

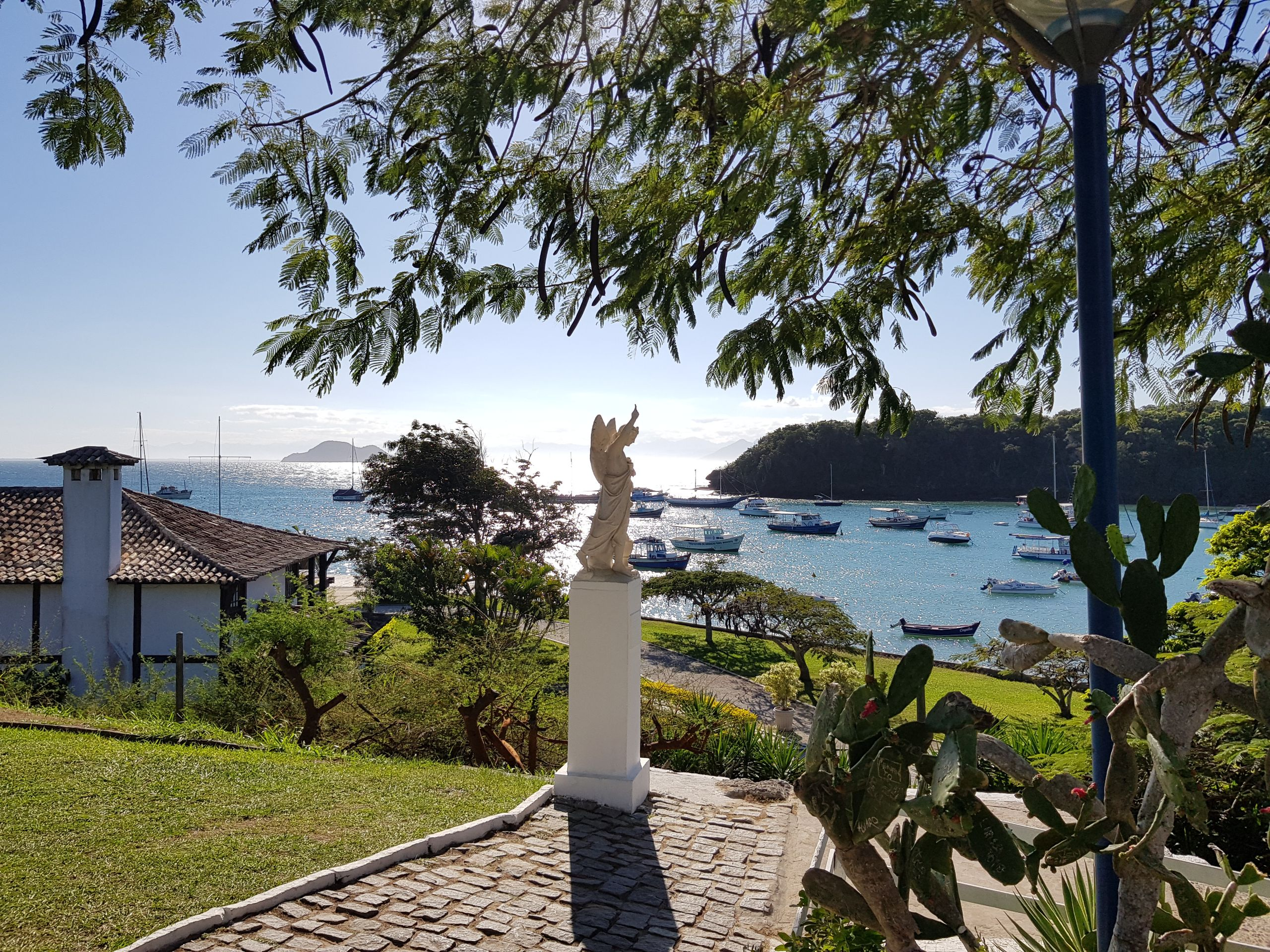
Vista da Igreja de Sant'Anna para a Praia dos Ossos.

Atrás da capela localiza-se o antigo cemitério dos escravos, que ainda hoje é usado para fins mortuários. O dia da padroeira, Santa Ana, é comemorado 26 de julho.

## Lenda
Diz uma lenda que a imagem de Santa Ana foi encontrada no mar por pescadores, e que a partir desse dia não faltou mais pesca para a população. Também diz-se que, durante a construção da capela, a imagem da santa mudava milagrosamente de posição, virando-se em direção ao mar durante a noite, o que fez que a capela fosse definitivamente construída voltada para o mar.